# Distretto di Shapotou
Il distretto di Shapotou (沙坡头区S, Shāpōtóu QūP) è un distretto della Cina, situato nella regione autonoma di Ningxia e amministrato dalla prefettura di Zhongwei.